# Vuorisaari (ö i Norra Savolax, Inre Savolax, lat 62,86, long 26,64)
Vuorisaari är en ö i Finland. Den ligger i sjön Niinivesi och i kommunen Vesanto i den ekonomiska regionen  Inre Savolax ekonomiska region  och landskapet Norra Savolax, i den centrala delen av landet, 300 km norr om huvudstaden Helsingfors. Öns area är 0,2 hektar och dess största längd är 70 meter i nord-sydlig riktning.